# Jessica (petroliera)
La Jessica è stata una petroliera che causò la più grande fuoriuscita di petrolio nelle Isole Galápagos, un arcipelago a 972 km a ovest dell'Ecuador continentale. La nave era registrata in Ecuador ed era proprietà di Acotramar.

## Storia
La nave fu costruita nel 1971 nel cantiere numero 221 da Nischii Dock, in Giappone, e venne varata nel dicembre dello stesso anno come Hokuei Maru per la compagnia di navigazione Sekiyu Kaiun, Otaru. Nel 1983, la compagnia di navigazione ecuadoriana Repreco acquistò la petroliera e continuò a gestirla come Sofia. Due anni dopo, nel 1985, l'ultimo armatore, la compagnia di navigazione Acotramar, comprò la nave e la ribattezzò Jessica.

## Naufragio
La sera del 16 gennaio 2001, la Jessica si arenò a Wreck Bay, all'ingresso del porto di Puerto Baquerizo Moreno, capoluogo della provincia delle Galápagos, situata sulla costa sud-occidentale dell'isola di San Cristóbal. La nave trasportava 600 tonnellate (160.000 galloni) di gasolio e 300 tonnellate (80.000 galloni) di olio combustibile intermedio. Il gasolio era destinato alla stazione di spedizione del carburante sull'isola di Baltra, mentre l'olio combustibile era destinato alla nave turistica Galapagos Explorer.

### Operazioni di salvataggio
Il 20 gennaio, l'olio combustibile cominciò a fuoriuscire dalla Jessica. I tentativi di recupero iniziarono immediatamente, con la Marina ecuadoriana, il PNL, pescatori e volontari locali che recuperarono il petrolio dalla superficie dell'oceano. Gli animali ricoperti dal petrolio furono curati. A San Cristóbal, sette leoni marini delle Galápagos e 17 uccelli (pellicani bruni e sule piediazzurri) vennero invischiati nella macchia di olio combustibile. Sull'isola di Santa Fe, un certo numero di leoni marini venne intrappolato e la popolazione di iguane marine venne notevolmente ridotta.
A causa della mancanza di attrezzature e delle condizioni del mare, le misure di contenimento fallirono e le chiazze di petrolio andarono alla deriva con il vento. Una piccola spiaggia sul lato meridionale dell'isola Santa Cruz e Tortuga Bay vennero inquinate. La Guardia Costiera degli Stati Uniti d'America assistette nel recupero dell'olio combustibile rimasto a bordo della nave. Un totale di 175.000 U.S. liquids gallos (660.000 l) di gasolio e olio combustibile venne versato in mare; questo fu uno dei peggiori disastri ambientali e la più grande fuoriuscita di petrolio nella storia dell'arcipelago.